# 沼井鐵太郎
沼井鐵太郎（1898年—1959年），日本秋田縣人，東京帝國大學農藝化學科畢業。在台灣日治時期創立台灣山岳會。該會初期是邀請當時的大官名人學者擔任榮譽職的會長，例如全台灣僅次於總督的第二號人物總務長官後藤文夫、台北帝大總長幣原坦等人，以利山岳會會務推動及官方的重視；但沼井鐵太郎仍是台灣山岳會會務及登山活動訓練、邀請內地登山家來台灣登山活動的實際總指揮者。
沼井鐵太郎在臺期間曾編輯《台灣山岳彙報》、，並曾第一次成功攀登大霸尖山，開拓台北近郊登山路線，也為千千岩助太郎（千々岩助太郎）等臺灣登山者提供專業登山訓練。
當年專業登山是一種講究身份的貴族運動，注重技術訓練及現代登山設備。台灣山岳會會員多是來台的高階軍公教日本內地人，極少台灣本島人參與，僅在登山過程中由台灣原住民青年擔任行李夫及在地響導。台灣山岳會看似民間社團，卻有多位日本高官參與，亦得到台灣總督府重視；台灣山岳會的專屬辦公室就是設在台灣總督府建築物之內，位於官房文書課。

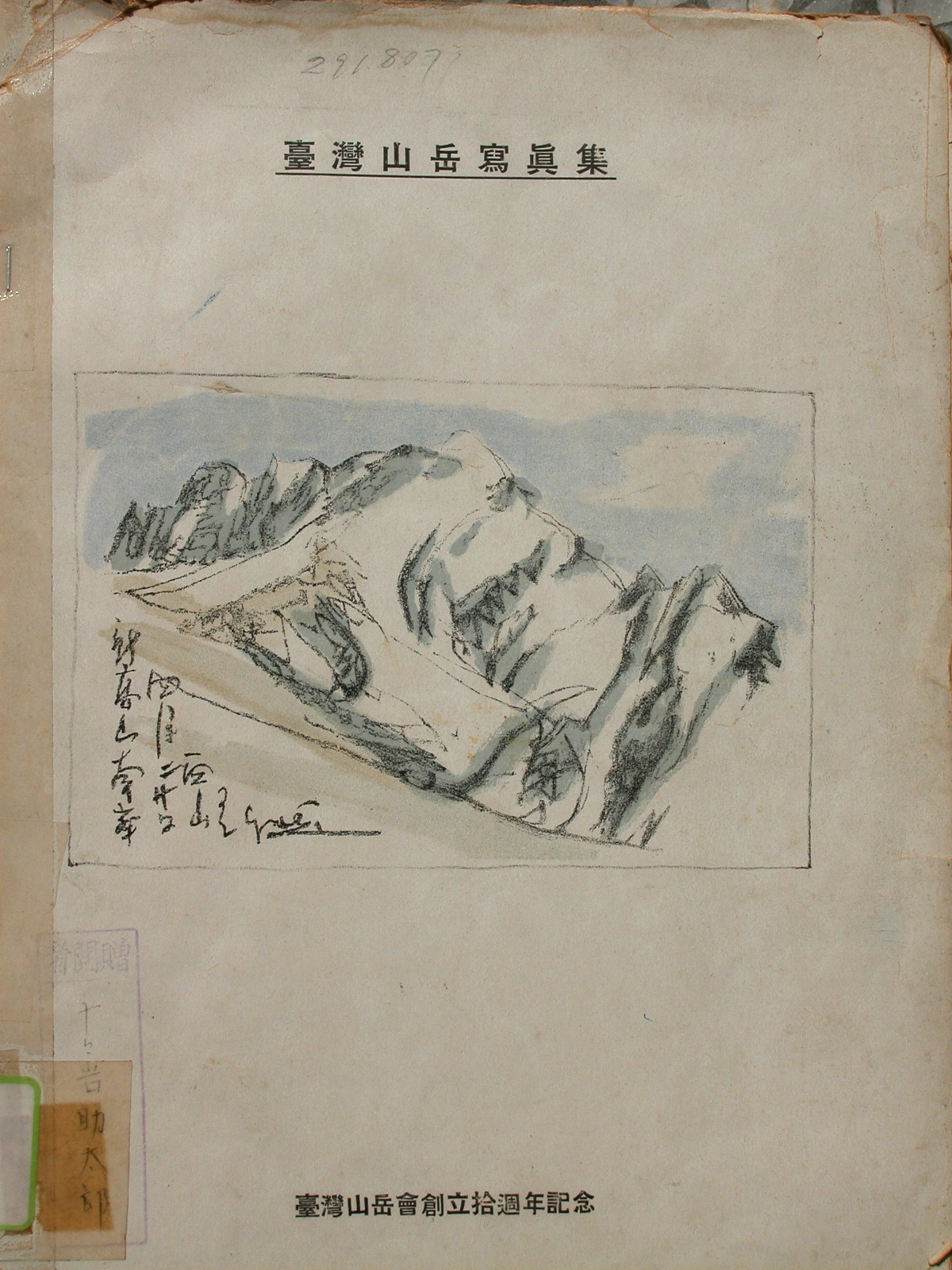
台灣山岳會發行，台灣山岳寫真集（台灣山岳會創立十週年紀念），千千岩助太郎主編；足立源一郎封面畫，1936年

## 聖稜線
1927年（昭和2年），時任台灣山岳會總幹事的沼井鐵太郎首次攀登大霸尖山，後來在1928年（昭和3年）發表一篇〈關於攀登大霸尖山之考察與實行〉文裡描述：
|  | 這神聖的稜線啊！ 誰能真正完成大霸尖山至雪山的縱走， 戴上勝利的榮冠， 敘說首次完成縱走的真與美？:17 |

此即為臺灣山岳界稱大霸尖山到雪山之間的主脊連峰為「聖稜線」的由來。

## 年表
- 1898年（明治31年）：出生於日本秋田縣。
- 1921年（大正10年）：於東京帝國大學農藝化學科畢業。
- 1926年（昭和1年）
  - 7月：來臺灣至臺灣菸酒公賣局任職。
  - 11月：創立台灣山岳會並擔任初代幹事。
- 1927年（昭和2年）：首次攀登大霸尖山。
- 1928年（昭和3年）：發表〈關於攀登大霸尖山之考察與實行〉一文，首次描述「聖稜線」。
- 1933年（昭和8年）：擔任台灣總督府專賣局南門工場（樟腦工場）場長代行（今國立臺灣博物館南門園區）。
- 1936年（昭和11年）：離職返回日本。台灣山岳會創立十周年紀念時被推舉為名譽會員。[6]:103
- 1959年（昭和34年）：病逝[1][2]。

## 著作
- [7]
- [8]
- [9]

## 外部連結
- 中華民國山岳協會 - 最初為「台灣山岳會」